# Paralela 45
Paralela 45 este o agenție de turism din România.
A fost înființată de Alin Burcea, în 1990, iar în prezent (februarie 2007), acesta deține 51% din acțiunile companiei, restul aparținând soției sale.
Între 2000 si 2002, Alin Burcea a îndeplinit funcția de secretar de stat în Ministerul Turismului.
Cifra de afaceri:
| Anul          | 2009 | 2008 | 2007 | 2006 | 2005 | 2002    |
| ------------- | ---- | ---- | ---- | ---- | ---- | ------- |
| milioane euro | 40   | 52   | 38   | 23   | 18   | 7,2 ($) |

Venitul net:
| Anul          | 2006 | 2005 |
| ------------- | ---- | ---- |
| milioane euro | 0,4  | 0,3  |